# The Thirteenth Floor
The Thirteenth Floor is een Amerikaanse-Duitse sciencefictionfilm uit 1999. De film is geregisseerd door Josef Rusnak naar een scenario van Rusnak en Ravel Centeno-Rodriguez gebaseerd op het boek Simulacron-3 van Daniel F. Galouye uit 1964.

## Verhaal
Computerwetenschapper Hannon Fuller heeft iets extreem belangrijks ontdekt. Hij wil het aan zijn collega Douglas Hall vertellen, maar omdat er iemand achter hem aanzit laat hij een brief achter in een parallelle wereld die sprekend lijkt op de jaren 30. Deze parallelle wereld is een simulatie draaiend op een computersysteem opgezet door het research team van Fuller en Hall. Fuller wordt vermoord en Hall maakt verbinding met de simulatie om te achterhalen wat Fuller ontdekt heeft. Ten slotte komt hij achter het geheim: namelijk dat de "echte" wereld eveneens een geavanceerde computersimulatie is. Achtervolgd door moordenaars die hem willen beletten dit bekend te maken slaagt Hall erin te ontsnappen naar de 'boven-realiteit' die zijn wereld simuleert.

## Thema
Het idee van een gesimuleerde wereld wordt de simulatiehypothese genoemd waarbij men stelt dat de mensheid in werkelijkheid in een simulatie leeft zonder dit door te hebben. Het plot van de film lijkt sterk op dat van de film Welt am Draht uit 1973 van de Duitse regisseur Rainer Werner Fassbinder. De filmtrilogie The Matrix gaat ook over de mensheid die gevangen zit in een gesimuleerde realiteit. De film stipt de vraag aan of het ethisch is om mensen met bewustzijn te simuleren.

## Rolverdeling
| Acteur              | Personage                                                   |
| ------------------- | ----------------------------------------------------------- |
| Craig Bierko        | John Ferguson (1937) Douglas Hall (jaren 1990) David (2024) |
| Armin Mueller-Stahl | Grierson (1937) Hannon Fuller (jaren 1990)                  |
| Gretchen Mol        | Natasha Molinaro (jaren 1990) Jane Fuller (2024)            |
| Vincent D'Onofrio   | Jerry Ashton (1937) Jason Whitney (jaren 1990)              |
| Dennis Haysbert     | Detective Larry McBain                                      |
| Steven Schub        | Detective Zev Bernstein                                     |
| Shiri Appleby       | Bridget Manilla                                             |
| Leon Rippy          | Jane's Lawyer                                               |
| Rif Hutton          | Joe                                                         |
| Janet MacLachlan    | Ellen                                                       |